# 辛宝山
辛宝山（1963年—），黑龙江延寿人，汉族，中华人民共和国政治人物、第十一届全国人民代表大会河北地区代表。
毕业于黑龙江中医学院中药专业。加入民革，担任邯郸市人大常委会副主任。2008年起担任全国人大代表。